# Суворовское военное училище МВД
Суворовское военное училище Министерства внутренних дел (СВУ МВД) — специализированное учебное заведение для молодежи школьного возраста.
Суворовское училище дает среднее школьное образование и одновременно готовит воспитанников к поступлению в aкадемии, университеты и юридические институты МВД России. Выпускников суворовских военных училищ называют суворовцами (суворовец).

## История
Специализированные военные училища были созданы во время Великой Отечественной войны в соответствии с постановлением Совета Народных Комиссаров СССР от 21 августа 1943 года «О неотложных мерах по восстановлению хозяйства в районах, освобожденных от немецкой оккупации». Тогда же они получили своё название в честь русского полководца Александра Васильевича Суворова.
В 1943 году открылось 11 первых СВУ: Краснодарское, Новочеркасское, Сталинградское, Воронежское, Харьковское, Курское, Калининское, Орловское, Ставропольское, Ташкентское, Кутаисское (два последних — училища НКВД, для детей пограничников). Оба суворовских училища НКВД (МВД) были закрыты в 1960 году.
По состоянию на 1 января 2015 года в России существуют шесть СВУ МВД: в Грозном, Новочеркасске, Санкт-Петербурге, Елабуге, Чите, Астрахани и один Кадетский Корпус в Самаре. Правительство РФ намерено открыть ещё два училища в Новосибирске и Нижнем Тагиле.

### Старые училища
- Кутаисское СВУ (КтСВУ) (1943—1960 годы)

Кутаисское СВУ в 1946 году было передислоцировано в г. Ленинград и названо Ленинградское СВУ МВД. Располагалось в Новом Петергофе. Часть Нового Петергофа, где находилось это училище, до настоящего времени называется Суворовский городок.
- Ташкентское СВУ (ТшСВУ) (1943—1960 годы)

### Новые училища
- Астраханское (открыто в 2009 году)
- Грозненское (открыто в 2008 году)[4]
- Елабужское (открыто в 2009 году)
- Новочеркасское (открыто в 1991 году)[5]
- Санкт-Петербургское (открыто в 2002 году)[6]
- Читинское (открыто в 2009 году)
- Самарский Кадетский Корпус (открыт в 2014 году)